# Admiral Pitka
Die Admiral Pytka (A 230) war in den Jahren 2000 bis 2013 das Flaggschiff der estnischen Marine und gehörte dort zur Minenabwehrdivision (Miinilaevade Divisjon). Zuvor war sie als Beskytteren (F340) für die dänische Marine im Einsatz. 

## Geschichte
Zur Ergänzung und Entlastung der Offshore Patrol Vessel der Hvidbjørnen-Klasse hatte Dänemark Anfang der 1970er den Bau eines weiteren Schiffes beschlossen. Am 11. Dezember 1974 fand die Kiellegung und am 29. Mai 1975 der Stapellauf dieser Einheit auf der Værft-Schiffswerft in Aalborg statt. Bereits ein gutes Jahr nach Beginn der Arbeiten konnte sie am 27. Februar 1976 mit dem Namen Beskytteren, bei der dänischen Marine in Dienst gestellt werden.
Zu Beginn der 1990er Jahre wurden die Schiffe der Hvidbjørnen-Klasse von denen der Thetis-Klasse abgelöst. Seitdem war die Beskytteren bis zu ihrer Außerdienststellung im Jahr 2000, gemeinsam mit diesen Einheiten, beim ersten Geschwader der dänischen Marine beheimatet.
Noch im selben Jahr wurde das Schiff, als Admiral Pitka, in Estland wieder in Dienst gestellt. Namensgeber war Admiral Johan Pitka, der als der Begründer der estnischen Seestreitkräfte gilt. Die Admiral Pitka blieb 13 Jahre das Flaggschiff der estnischen Marine, bis sie am 13. Juni 2013 außer Dienst gestellt und an Dänemark zurückgegeben wurde. Da kein sinnvoller Einsatz mehr für das Schiff gefunden werden konnte, wurde es schließlich abgebrochen.

## Erste Dienstzeit (dänische Marine)

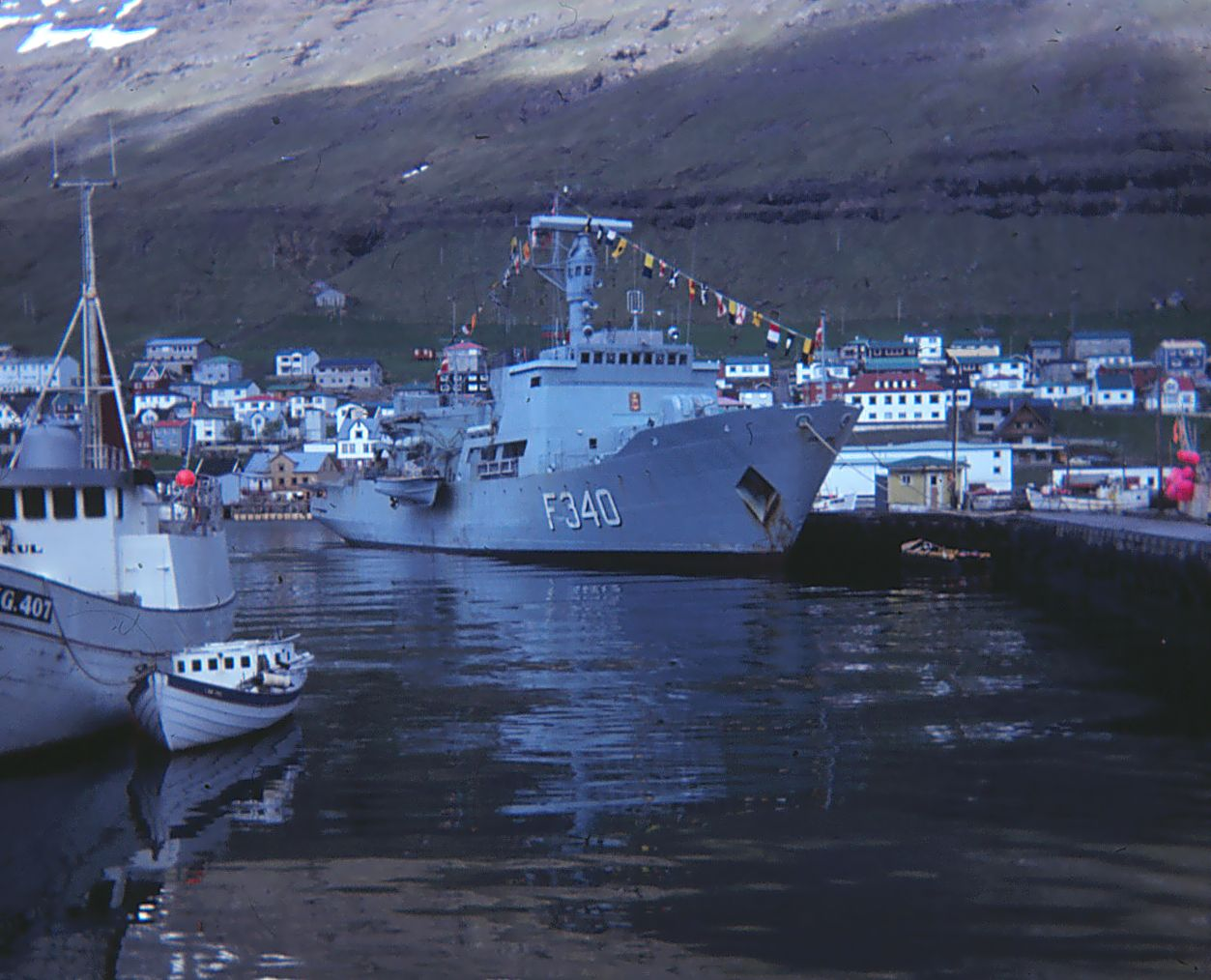
Die Beskytteren im Jahr 1979

Die Beskytteren wurde für die Gewässer des Nordatlantiks und um Grönland gebaut und verfügte über eine verstärkte Hülle für Einsätze in eisbedeckten Gewässern. Somit war es dem Schiff möglich, die von der dänischen Marine übernommenen Aufgaben der Küstenwache und des Fischereischutzes vor Grönland, Island und den Färöer-Inseln ohne die sonst jahreszeitlich bedingten Einschränkungen durchzuführen. Zudem konnte es für Operationen im Eismeer genutzt werden.

## Zweite Dienstzeit (estnische Marine)
Nach 24 Einsatzjahren in Dänemark wurde das Schiff im November 2000 von der estnischen Marine übernommen.

### Aufgaben
Die Kommando- und Unterstützungsfregatte Admiral Pitka war die erste moderne Fregatte und das Flaggschiff der estnischen Seestreitkräfte. Das Schiff war eine Plattform für einen Führungsstab, welcher Minenabwehr-Einsätze und Manöver dirigierte. Admiral Pitka hatte weiterhin die Aufgabe, andere Schiffe des unterstellten Verbandes mit Brennstoff, Wasser und Lebensmitteln zu versorgen. An Bord gab es Büros und Unterkünfte für die Stabsmitglieder und Einrichtungen für medizinische Behandlungen.

### Schiffswappen
Das Motto des Schiffs lautete Pro Patria, was auf Deutsch Für das Vaterland bedeutet. Das Schiffswappen wurde während einer Zeremonie im Rahmen der Wiederindienststellung des Schiffes vorgestellt. Es repräsentierte die Ritterehre und die geschichtlichen Verbindungen zwischen Estland und Dänemark. Die Form des Kreuzes erinnerte an das estnische Freiheitskreuz und an Admiral Johan Pitkas Rolle im Estnischen Freiheitskrieg. Das Wappen wurde von Priit Herodes und dem Marineoffizier Jaan Kapp entworfen. Die Firma AS Falck Baltic spendete das Wappen an die Marine.
Im Jahr 2001 wurde ein Kooperationsvertrag zwischen dem Stadtrat von Rakvere und der Marine unterzeichnet, welcher dem Schiff das Recht zum Tragen des Wappens der Stadt gab. Als Gegenleistung sollte diese in ausländischen Häfen vorgestellt werden.

### Einsätze
Die Admiral Pitka war Teil der Miinilaevade Divisjon. Sie nahm daher an zahlreichen internationalen Operationen und Manövern teil. Als Kommandofregatte wurde sie auch in der Baltic Naval Squadron (BALTRON) eingesetzt.
Von Mai 2005 bis März 2006 war die Admiral Pitka als Führungsschiff der Standing NATO Mine Countermeasures Group 1 (SNMCMG1) der NATO zugeteilt. Admiral Pitka war somit das erste Schiff der baltischen Staaten, welches an diesem Marineverband der NATO Response Force teilnahm. SNMCMG1 ist der NATO-Hauptpartner der estnischen Marine.

### Kommandanten
- Lieutenant Priit Jaarma (2000–2001)
- Lieutenant Indrek Hanson (2001–2003)
- Vanemleitnant Annes Vainamäe (2003–2004)
- Lieutenant Indrek Vinkel (2004–2005)
- Vanemleitnant Jüri Saska (2005–2006)
- Lieutenant Priit Arge / Peep Laanisto (2007–2012)
- Lieutenant Argo Grasmann (2013)